# 鄔県
鄔県（お-けん）は中華人民共和国山西省にかつて存在した県。現在の介休市北東部に相当する。
春秋時代、晋により設置された。西晋末に廃止されたが、南北朝時代になると北魏により再設置された。北周が成立すると廃止されている。